# 麻生セメント
麻生セメント株式会社（あそうセメント）は、福岡県福岡市に本社を置くセメント製造会社。麻生グループの一員。

## 事業所所在地
- 本社 - 福岡市早良区百道浜2丁目4-27
- 支店
  - 福岡支店 - 福岡市早良区百道浜2丁目4-27
  - 大阪支店 - 大阪市中央区淡路町3丁目5-13
  - 中国支店 - 広島市中区紙屋町1丁目3-2
  - 四国支店 - 香川県高松市太田上町字鋳地原1055
- 生産拠点
  - 田川工場[3] - 福岡県田川市大字弓削田2877番地
    - ロータリーキルン1基（NSP方式） クリンカー製造能力4,400t/日[4]

  - 苅田セメント苅田工場[5] - 福岡県京都郡苅田町長浜町10番地
    - ロータリーキルン1基（SP方式） クリンカー製造能力3,200t/日[6]

## 沿革
- 1934年（昭和9年）3月 - 産業セメント鉄道田川工場操業開始。
- 1954年（昭和29年）- 産業セメント鉄道と麻生鉱業が合併し、麻生産業株式会社に社名変更。
- 1955年（昭和30年） - 田川工場でフライアッシュセメントの製造を開始。
- 1964年（昭和39年）6月 - 麻生産業苅田工場操業開始。
- 1966年（昭和41年）
  - 6月 - 麻生産業より苅田工場を分離し苅田セメント株式会社を設立。
  - 11月4日 - 麻生産業のセメント部門が独立し、麻生セメント株式会社発足。
- 1972年（昭和47年）- 苅田工場3号キルン稼動。
- 1977年（昭和52年）- 田川工場5号キルン稼動。
- 2001年（平成13年）
  - 7月1日 - 麻生セメントが株式会社麻生に社名変更。
  - 8月1日 - 麻生のセメント部門が独立し、麻生セメント株式会社発足。
  - 9月27日 - ラファージュ社が資本参加。
- 2004年（平成16年）
  - 4月1日 - 三井鉱山セメントの土地・鉱山を継承。
  - 11月1日 - 麻生ラファージュセメント株式会社に社名変更。
- 2010年（平成22年）- 麻生巖が社長に就任。
- 2013年（平成25年）1月1日 - ラファージュ社との出資比率の変更に伴い、麻生セメント株式会社に社名変更。